# Fredrik Gunnarsson (ljudtekniker)
Bo Fredrik Gunnarsson, född 1973 i Säffle, är en svensk ljudtekniker och uppfinnare som använt ingenjörskap motiverad av konst i syfte att flytta gränserna för hur ljud och musik kan upplevas. Hans arbete sträcker sig från inspelning till återgivning av ljud där han  i det senare har ett flertal patent i sitt namn vilket även har omnämnts i böcker i ämnet. Gunnarsson håller sig aktiv inom mixning och mastering av musik och ljud och kombinerar i sin profession artificiell intelligens med ljud för konsumentelektronik-produkter.